# Hans Michael Schletterer
Hans Michael Schletterer (Ansbach, Confederació del Rin, 24 de maig de 1824 - Augsburg, 4 de juny de 1893) fou un compositor i musicògraf alemany.
Assistí a l'Escola Normal de Mestres de Kaiserslautern, després estudià música amb Spohr i Kuaushaar a Kassel, amb Karl Richter i David a Leipzig; de 1845 a 1847 fou mestre de la Normal de Mestres de Finstingen (Lorena) on tingué com alumne en Fréderik Louis Ritter que més tard fou compositor i musicògraf; després, fins al 1853, director de música a Zweibrücken. El 1854 fou nomenat director de música en la Universitat de Heidelberg i el 1858 mestre de capella de l'església protestant d'Augsburg, on fundà el 1865 una societat d'oratoris, i el 1873 una escola de música. El 1878 rebé de la Universitat de Tubinga el grau de doctor en filosofia. Va compondre òperes còmiques - Dornroeschen, La filla del faraó, Der Erfüllte Traum, Vater Beatus - cantates, salms, cors per a veus d'home, amb orquestra, lieder, etc.
Els nombrosos treballs històrics de Schletterer manquen de mètode i independència entre ells: Das deutsche Singspiel, (Augsburg, 1863); Ceschichte der geistlichen Dichtung und kirchlichen Tonkunst, (Hannover, 1869); Biographic Joh. Friedr. Reichrdts, (Augsburg, 1865); i Studien zur Geschichte der französischen Musik, (Berlín, 1844-85).